# Astronomy Picture of the Day
L'Astronomy Picture of the Day (APOD) est un site web fondé en 1995 et hébergé par la NASA et la Michigan Technological University (MTU). D'après le site, « Chaque jour une image ou une photographie différente de notre Univers est présentée avec une courte explication par un astronome professionnel. ».
L'image n'est pas nécessairement prise le jour même de sa parution sur le site web, et certaines images sont parfois reprises plusieurs fois. Mais les images et les descriptions sont souvent reliées à un évènement astronomique ou d'exploration spatiale. Les images sont soit des photographies, soit des images prises dans d'autres longueurs d'onde et affichées en fausses couleurs, ou des vues d'artistes. Les images publiées sont stockées dans l'archive. La première image apparut le 16 juin 1995. Cette initiative de Robert Nemiroff et Jerry Bonnell a par la suite reçu le soutien de la NASA, de la National Science Foundation des États-Unis, et de la MTU. Les images sont parfois prises par des auteurs ou des organisations extérieurs à la NASA et sont donc sous copyright.
L'APOD est l'un des rares sites web qui n'a pas changé d'apparence depuis sa création.

## Ciel des Hommes
Une traduction française du site est faite par des collaborateurs d'un autre site web, Ciel des Hommes. Ainsi, les articles d'Astronomy Picture of the Day sont disponibles en français à partir du 14 janvier 2000.